# Paul-Gabriel Capellaro

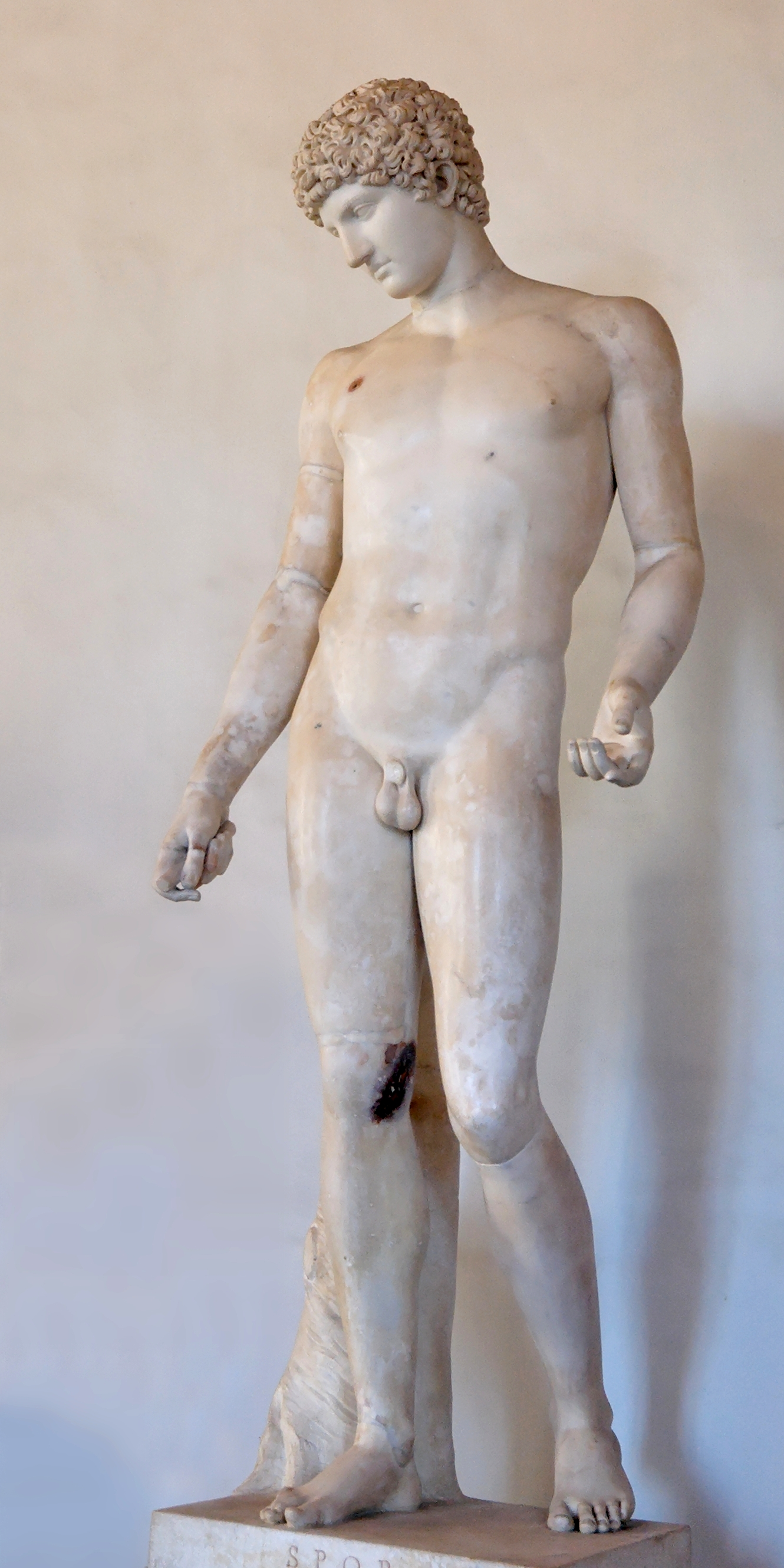
Antinoo capitolino, en Roma, del que Capellaro realizó una copia durante su estancia en la Villa Médici. Su copia fue enviada a París y expuesta en la escuela nacional superior de Bellas Artes

Paul-Gabriel Capellaro (París, 18 de agosto de 1862-1956), fue un escultor francés, ganador del Premio de Roma de 1886.

## Datos
Nacido en Francia en 1862.
Alumno de la Escuela de Bellas Artes de París. Asiste allí a los talleres de los viejos profesores Dumont y Thomas y de Mathurin Moreau. 
Cuando contaba 24 años en 1886 obtuvo el primer Premio de Roma en escultura. Para el concurso presentó la escultura de Tobias, en bulto redondo está basada en la figura bíblica de Tobias retirando el pez del agua. Ese mismo año, el duque de Aumale, Enrique de Orleans, adquirió la figura de una mujer desnuda , también en yeso, que fue donada al Museo Condé en 1897
Permaneció en Villa Médici de Roma de 1887 a 1890.
Durante su estancia en Roma hizo una copia del Antinoo del clásico conservado en el Museo Capitolino que fue enviada a la escuela de Bellas Artes de París donde se conserva
Fue miembro de la Sociedad de los Artistas Franceses. 
Viajó por África e Indochina, realizando retratos de las personas de esos lugares y recogiendo objetos que fueron donados al antiguo Museo nacional de las Artes de África y Oceanía. Allí también hizo numerosos dibujos, escenas de las costumbres como el de Tres personas de Nueva Caledonia alimentando con leña el fuego  (del francés: Sujet néocalédonien : Préparation du repas), Canacos preparando la comida , y retratos: Hombre canaco (dos versiones:  y , Mujer de Nueva Caledonia .
Participó en el Salón de 1930 con una estatua en bronce de Germanos, obispo de Patras, realizada para la villa natal del religioso.
Falleció en 1938 o 1956.

## Obras
Entre las mejores y más conocidas obras de Paul-Gabriel Capellaro se incluyen las siguientes:
- Busto en mármol de Pierre Carbonnier, Salón de 1888, [6]

- Busto de una Belleza (1894), escultura, vendida en subasta en Christie's , Nueva York (en 2007. Bronce dorado de los hermanos Suzze.[7] 58 cm de altura
- Busto de mujer, de cerámica, vendido en subasta en Francia en 2006
- Tobías , también conocida como Tobie retirant le poisson de l`eau , conservada en la ENSBA  , estatua de yeso 1886[8]
- retrato en relieve de dos jóvenes, terracota
- Busto de Arsenne Houssaye (1815-1896)sobre una peana , terracota, 80 cm de altura, inscrito el nombre del novelista y poeta retratado "ARSENE HOUSSAYE"
- Figura de mujer sentada, yeso, conservada en el museo Condé de Chantilly, anteriormente propiedad del duque de Aumale, Enrique de Orleans. (Imagen)
- Busto en mármol de Flaubert , 1895, en el Palacio de Versalles y de Trianon , vista posterior, firma de Capellaro , vista frontal Archivado el 16 de marzo de 2012 en Wayback Machine.
- Busto de un hombre negro, Musée national des arts d'Afrique et d'Océanie , n° de inventario : 75.14872.8 ; actualmente en el Museo del muelle Branly  (enlace roto disponible en Internet Archive; véase el historial, la primera versión y la última). vista de perfil

- Busto de una mujer negra, Musée national des arts d'Afrique et d'Océanie , n° de inventario : 75.14872.9 ; actualmente en el Museo del muelle Branly  (enlace roto disponible en Internet Archive; véase el historial, la primera versión y la última).
- Busto de una mujer de Vietnam, Musée national des arts d'Afrique et d'Océanie , n° de inventario : 75.14872.7 ; actualmente en el Museo del muelle Branly  (enlace roto disponible en Internet Archive; véase el historial, la primera versión y la última).

- "Destouches", busto, mármol , No 3618, présentado fuera de concurso en el salón de París de 1890 , adquirido por el Ministerio de la Instrucción pública y de las Bellas Artes de Francia, para la Academia Nacional de Música[9]